# Mączka kamienna
Mączka kamienna – materiał uzyskiwany przez rozdrobnienie kamieni do uzyskania uziarnienia poniżej 1,2 mm. Stosowana jako wypełniacz w budownictwie oraz w przemyśle tworzyw sztucznych. Może być także stosowana w rolnictwie ekologicznym do użyźniania gleby i jako środek ochrony roślin. Niektóre rodzaje mączki kamiennej (ze skał wulkanicznych) stosowane są jako dodatki do pożywienia dla zwierząt i ludzi.